# 火遮眼
《火遮眼》（英語：Guilty or Not）是一部香港电影，2000年上映。这部电影由藍志偉担任导演，本片由巫啟賢、鄭浩南等主演。

## 劇情
本片講述麥堅為獨行悍匪，他在1995年在明目張膽的情況下把飛龍殺死，飛龍為黑幫老大，因飛龍被發現死亡而令麥堅不得不逃亡，於是他逃去了檳城。
護衛員Donald為麥堅的好友，兩人從小在慈云山長大，多年後，Donald獲堅邀請到其檳城的別墅，同時看上了麥堅買來的女友Eva。Eva為找到真愛，居然主動勾引Donald，而因Donald也看上她，所以兩人便墮入愛河了。當然，紙永遠是包不住火的，這件事居然被麥堅發現了，他把Donald毒打至重傷，並把Eva賣到泰國掌軍妓..

## 演員表
| 演員   | 角色 | 粵語配音 | 備註 |
| 巫啟賢 | 麥堅 | 鄧榮銾   | 本片終極大反派 獨行悍匪 性格飄忽、喜怒無常、心狠手辣 Donald之好友，後反目 把Eva買來做自己的女友，並忽略其，後反目 最後追殺Donald，但被其槍傷，並因見其不忍心殺死自己而按著Donald手槍的坂機自殺身亡 |
| 鄭浩南 | 唐納 | 陳欣     | 護衛員 小時想做警察，但失敗 性格較有正義感 麥堅之好友，後反目 對Eva有意思，後墮入愛河 最後被麥堅追殺，但槍傷其，在開槍前卻不忍心殺死堅，所以其開槍自殺身亡，自己同時也被趕來的警察拘捕             |
| 陳煒   | Eva  |          | 麥堅買來的女友，被其忽略，後反目 和Donald相戀，後墮入愛河 在被麥堅得知和Donald墮入愛河後被其賣到泰國掌軍妓 最後因染上毒癮而病逝                                                                    |
| 謝耀龍 | 聾啞 |          | 聾啞人士 麥堅之手下 |
| 張永華 | 阿成 | 李家輝   | 古惑仔 麥堅之手下 在麥堅的屋裏看見Donald及Eva出現，但因以為拿走了麥堅的槍所以沒有阻止他們 |

## 外部連結
- 香港影庫上《火遮眼》的資料（繁體中文）